# Apple Watch Series 4
L'Apple Watch Series 4 (pubblicizzato come:  WATCH Series 4) è uno smartwatch dell'omonima azienda californiana, successore diretto del Apple Watch Series 3.
L'orologio di casa Apple è stato presentato durante il keynote del 12 settembre 2018, tenutesi presso lo Steve Jobs Theater di San Francisco, assieme all'iPhone XS, all'iPhone XS Max e all'iPhone XR.

## Software
Apple Watch Series 4 viene presentato con watchOS 5, che implementa numerose nuove funzionalità pensate su misura per lo smartwatch, tra cui la rilevazione di un elettrocardiogramma (ECG) a una derivazione che permette di rilevare la presenza di fibrillazione atriale. Grazie al giroscopio e altri sensori, il nuovo modello di Apple Watch è in grado di rilevare le cadute di tre tipi differenti.

## Hardware
Apple Watch serie 4 introduce le prime modifiche sostanziali a livello di design della serie watch: uno schermo più grande del 30% rispetto al modello precedente, un design più arrotondato, una nuova Digital Crown con feedback aptico, un altoparlante più ampio, un nuovo fondo in ceramica e cristallo zaffiro contenente il cardiofrequenzimetro ottico per la misurazione del battito cardiaco e il nuovo cardiofrequenzimetro elettrico per la misurazione dell'ECG. Tale modello presenta anche un nuovo processore dual-core a 64 bit, un nuovo accelerometro e giroscopio migliorato. Inoltre, allo stesso modo del modello precedente, è resistente all'acqua fino a 50 m di profondità.